# Struttura reticolare

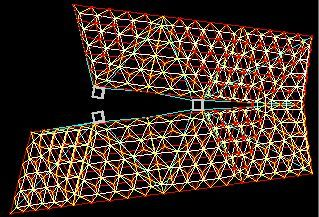
Copertura reticolare spaziale piana

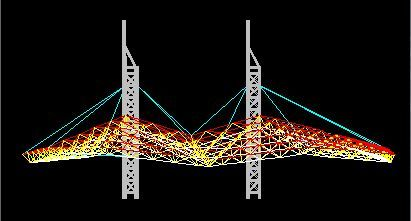
Copertura reticolare spaziale curva

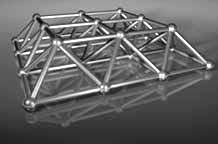
Schema bidirezionale rettangolare

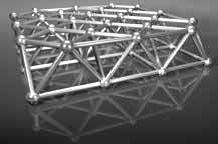
Schema bidirezionale incrociato

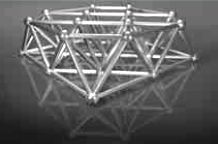
Schema bidirezionale ruotato

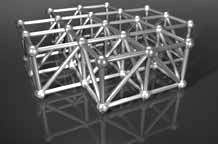
Schema cubico

Una struttura reticolare o struttura reticolare spaziale è simile a una capriata, una struttura rigida e leggera costruita per mezzo dell'incastro di montanti secondo opportuni schemi geometrici, principalmente di tipo piramidale. Le strutture reticolari spaziali sono di solito utilizzate per soluzioni multi direzionale permettendo di realizzare lunghe campate (luci ampie) per mezzo di un numero limitato di supporti. Traggono la loro forza dalla rigidità intrinseca del "telaio triangolare"; le flessioni ai carichi (momenti flettenti) sono trasmesse come tensione e carichi di compressione lungo la lunghezza di ogni puntone.
La loro geometria è spesso basata su solidi platonici. La forma più semplice è una lastra orizzontale di piramidi a base quadrata interconnesse fra loro e costruite per mezzo di montanti in alluminio o acciaio tubolare. In qualche modo appare come una struttura ottenuta dall'affiancamento di più bracci orizzontali di una gru ripetuti nello spazio. Una forma più pura e resistente si ottiene componendo piramidi tetraedriche per tutta la lunghezza dei loro montanti. Tecnicamente parlando questa struttura è indicata come una matrice isotropa vettoriale o per una singola unità di larghezza come octet truss. Per ottenere strutture più complesse è possibile variare le lunghezze dei puntoni ottenendo una maggiore curvatura della struttura stessa o anche includere altre forme geometriche.
Le strutture reticolari furono sviluppate indipendentemente da Alexander Graham Bell intorno al 1900 e da Buckminster Fuller nel 1950. L'interesse di Bell fu principalmente concentrato sulla progettazione di telai rigidi per l'ingegneria nautica ed aeronautica. Gl'interessi di Buckminster Fuller furono invece le strutture architettoniche su cui queste ebbero un'influenza più duratura.
Le strutture reticolari spaziali sono una tecnica ormai largamente diffusa nell'architettura e nell'edilizia con particolare riguardo alla realizzazione di ogni tipo di struttura con grandi campate e leggerezza complessiva (e.g. edifici commerciali e industriali, copertura di aree archeologiche, spazi universitari, torri porta insegna, torri di illuminazione).
Il sistema reticolare spaziale (Space Frame) che si ottiene «...connettendo nodi di giuntura con aste ad estremità a vite singola», si rivela per molte ragioni il più adeguato fra i vari sistemi esistenti per lo sviluppo di strutture portanti di copertura in quanto consente:
- una produzione altamente standardizzata e di qualità interamente prefabbricata in officina;
- di sviluppare sistemi reticolari molto vicini agli schemi teorici e con una significativa riduzione degli effetti parassiti;
- di garantire un'elevata precisione in cantiere, grazie alle ridottissime tolleranze di fabbricazione.

Il sistema reticolare spaziale, grazie alla sua flessibilità e alla gestione in semi-automatico delle fasi di progettazione e fabbricazione delle aste e dei nodi, permette di realizzare geometrie impossibili da realizzare altrimenti, con migliaia di pezzi univoci diversi l'uno dall'altro.
Le strutture reticolari spaziali in acciaio si caratterizzano per la grande libertà di espressione e di composizione e per la possibilità di ripartire in modo uniforme i carichi sulle singole aste e sui vincoli esterni.
Per queste caratteristiche con le strutture reticolari spaziali si possono ottenere geometrie anche complesse con un peso strutturale inferiore a qualsiasi altro tipo di soluzione.